# Antanartia diluta
Antanartia diluta är en fjärilsart som beskrevs av Rothschild och Jordan 1903. Antanartia diluta ingår i släktet Antanartia och familjen praktfjärilar. Inga underarter finns listade i Catalogue of Life.